# Liste der Länderspiele der Futsalnationalmannschaft von Sint Maarten
Die nachfolgende Liste enthält alle Länderspiele der Futsalnationalmannschaft von Sint Maarten der Männer, die der Fußballverband von Sint Maarten, die Sint Maarten Soccer Association (SMSA), im Jahr 2007 gegründet hat. Futsal ist die einzige von der FIFA anerkannte Variante des Hallenfußballs. Bisher wurden fünf Länderspiele ausgetragen, die jedoch alle von der FIFA nicht anerkannt werden, da die SMSA kein FIFA-Mitglied ist.

## Länderspielübersicht
Legende
- Erg. = Ergebnis
- n. V. = nach Verlängerung
- i. S. = im Sechsmeterschießen
- abg. = Spielabbruch
- H = Heimspiel
- A = Auswärtsspiel
- * = Spiel auf neutralem Platz
- Hintergrundfarbe grün = Sieg
- Hintergrundfarbe gelb = Unentschieden
- Hintergrundfarbe rot = Niederlage

| Nr.                    | Datum      | Erg. | Gegner     |   | Austragungsort                                          | Anlass                                     | Bemerkungen 1 |
| ---------------------- | ---------- | ---- | ---------- | - | ------------------------------------------------------- | ------------------------------------------ | --- |
| 1                      | 03.04.2008 | 2:8  | Guyana     | * | Macoya 2 (TRI), Dr. João Havelange Centre of Excellence | CONCACAF-Meisterschaft 2008- Qualifikation | Erstes Spiel auf neutralem Platz Erste Niederlage Erste Niederlage auf neutralem Platz Erstes Länderspiel gegen Guyana       |
| 2                      | 05.04.2008 | 1:19 | Haiti      | * | Macoya 2 (TRI), Dr. João Havelange Centre of Excellence | CONCACAF-Meisterschaft 2008- Qualifikation | Höchste Niederlage Höchste Niederlage auf neutralem Platz Erstes Länderspiel gegen Haiti                                     |
| 3                      | 22.01.2016 | 0:5  | Kuba       | A | Havanna (CUB), Sala Polivalente Kid Chocolate           | CONCACAF-Meisterschaft 2016- Qualifikation | Erstes Auswärtsspiel Erste Auswärtsniederlage Höchste Auswärtsniederlage Erstes Länderspiel gegen Kuba                       |
| 4                      | 23.01.2016 | 3:2  | Jamaika    | * | Havanna (CUB), Sala Polivalente Kid Chocolate           | CONCACAF-Meisterschaft 2016- Qualifikation | Erster Sieg Erster Sieg auf neutralem Platz Höchster Sieg Höchster Sieg auf neutralem Platz Erstes Länderspiel gegen Jamaika |
| 5                      | 24.01.2016 | 3:6  | Guadeloupe | * | Havanna (CUB), Sala Polivalente Kid Chocolate           | CONCACAF-Meisterschaft 2016- Qualifikation | Erstes Länderspiel gegen Guadeloupe                                                                                          |
| Stand: 27. August 2018 |            |      |            |   |                                                         |                                            | |

## Statistik
In der Statistik werden nur die offiziellen Länderspiele berücksichtigt.
Legende
- Sp. = Spiele
- Sg. = Siege
- Uts. = Unentschieden
- Ndl. = Niederlagen
- Hintergrundfarbe grün = positive Bilanz
- Hintergrundfarbe gelb = ausgeglichene Bilanz
- Hintergrundfarbe rot = negative Bilanz

### Gegner
| Land       | Kontinentalverband | Sp. | Sg. | Uts. | Ndl. | Torverhältnis |
| ---------- | ------------------ | --- | --- | ---- | ---- | ------------- |
| Guadeloupe | CONCACAF           | 1   | 0   | 0    | 1    | 3:6           |
| Guyana     | CONCACAF           | 1   | 0   | 0    | 1    | 2:8           |
| Haiti      | CONCACAF           | 1   | 0   | 0    | 1    | 01:19         |
| Jamaika    | CONCACAF           | 1   | 1   | 0    | 0    | 3:2           |
| Kuba       | CONCACAF           | 1   | 0   | 0    | 1    | 0:5           |
| Gesamt     | Gesamt             | 5   | 1   | 0    | 4    | 09:40         |

### Kontinentalverbände
| Kontinentalverband                 | Sp. | Sg. | Uts. | Ndl. | Torverhältnis |
| ---------------------------------- | --- | --- | ---- | ---- | ------------- |
| AFC (Asien)                        | 0   | 0   | 0    | 0    | 0:0           |
| CAF (Afrika)                       | 0   | 0   | 0    | 0    | 0:0           |
| CONCACAF (Nord- und Mittelamerika) | 5   | 1   | 0    | 4    | 09:40         |
| CONMEBOL (Südamerika)              | 0   | 0   | 0    | 0    | 0:0           |
| OFC (Ozeanien)                     | 0   | 0   | 0    | 0    | 0:0           |
| UEFA (Europa)                      | 0   | 0   | 0    | 0    | 0:0           |
| Gesamt                             | 5   | 1   | 0    | 4    | 09:40         |

### Anlässe
| Anlass                                      | Sp. | Sg. | Uts. | Ndl. | Torverhältnis |
| ------------------------------------------- | --- | --- | ---- | ---- | ------------- |
| CONCACAF-Meisterschaft-Qualifikationsspiele | 5   | 1   | 0    | 4    | 09:40         |
| Freundschaftsspiele                         | 0   | 0   | 0    | 0    | 0:0           |
| Gesamt                                      | 5   | 1   | 0    | 4    | 09:40         |

### Spielarten
| Spielart                       | Sp. | Sg. | Uts. | Ndl. | Torverhältnis |
| ------------------------------ | --- | --- | ---- | ---- | ------------- |
| Heimspiele (H)                 | 0   | 0   | 0    | 0    | 0:0           |
| Spiele auf neutralem Platz (*) | 4   | 1   | 0    | 3    | 09:35         |
| Auswärtsspiele (A)             | 1   | 0   | 0    | 1    | 0:5           |
| Gesamt                         | 5   | 1   | 0    | 4    | 09:40         |

### Austragungsorte
| Austragungsort | Land                | Sp. | Sg. | Uts. | Ndl. | Torverhältnis |
| -------------- | ------------------- | --- | --- | ---- | ---- | ------------- |
| Havanna        | Kuba                | 3   | 1   | 0    | 2    | 06:13         |
| Macoya         | Trinidad und Tobago | 2   | 0   | 0    | 2    | 03:27         |
| Gesamt         | Gesamt              | 5   | 1   | 0    | 4    | 09:40         |

### Spielergebnisse
|      | Gegentore | Gegentore | Gegentore | Gegentore | Gegentore | Gegentore | Gegentore | Gegentore | Gegentore | Gegentore | Gegentore | Gegentore | Gegentore | Gegentore | Gegentore | Gegentore | Gegentore | Gegentore | Gegentore | Gegentore |
| Tore | 0         | 1         | 2         | 3         | 4         | 5         | 6         | 7         | 8         | 9         | 10        | 11        | 12        | 13        | 14        | 15        | 16        | 17        | 18        | 19        |
| ---- | --------- | --------- | --------- | --------- | --------- | --------- | --------- | --------- | --------- | --------- | --------- | --------- | --------- | --------- | --------- | --------- | --------- | --------- | --------- | --------- |
| 0    | -         | -         | -         | -         | -         | 1         | -         | -         | -         | -         | -         | -         | -         | -         | -         | -         | -         | -         | -         | -         |
| 1    | -         | -         | -         | -         | -         | -         | -         | -         | -         | -         | -         | -         | -         | -         | -         | -         | -         | -         | -         | 1         |
| 2    | -         | -         | -         | -         | -         | -         | -         | -         | 1         | -         | -         | -         | -         | -         | -         | -         | -         | -         | -         | -         |
| 3    | -         | -         | 1         | -         | -         | -         | 1         | -         | -         | -         | -         | -         | -         | -         | -         | -         | -         | -         | -         | -         |